# ویسکرکه
ویسکرکه (به هلندی: Wissekerke) یک منطقهٔ مسکونی در هلند است که در گوئز واقع شده‌است.